# Vodovodní svaz Císařská studánka
Vodovodní svaz Císařská studánka je svazek obcí (dle § 49 zákona č.128/2000 Sb. o obcích) v okresu Rychnov nad Kněžnou, jeho sídlem je Solnice a jeho cílem je zásobování vodou a odvádění a čistění odpadních vod. Sdružuje celkem 9 obcí a byl založen v roce 1994.

## Obce sdružené v mikroregionu
- Bílý Újezd
- Černíkovice
- Kvasiny
- Libel
- Lično
- Skuhrov nad Bělou
- Solnice
- Synkov-Slemeno
- Třebešov